# Elbert Veenendaal

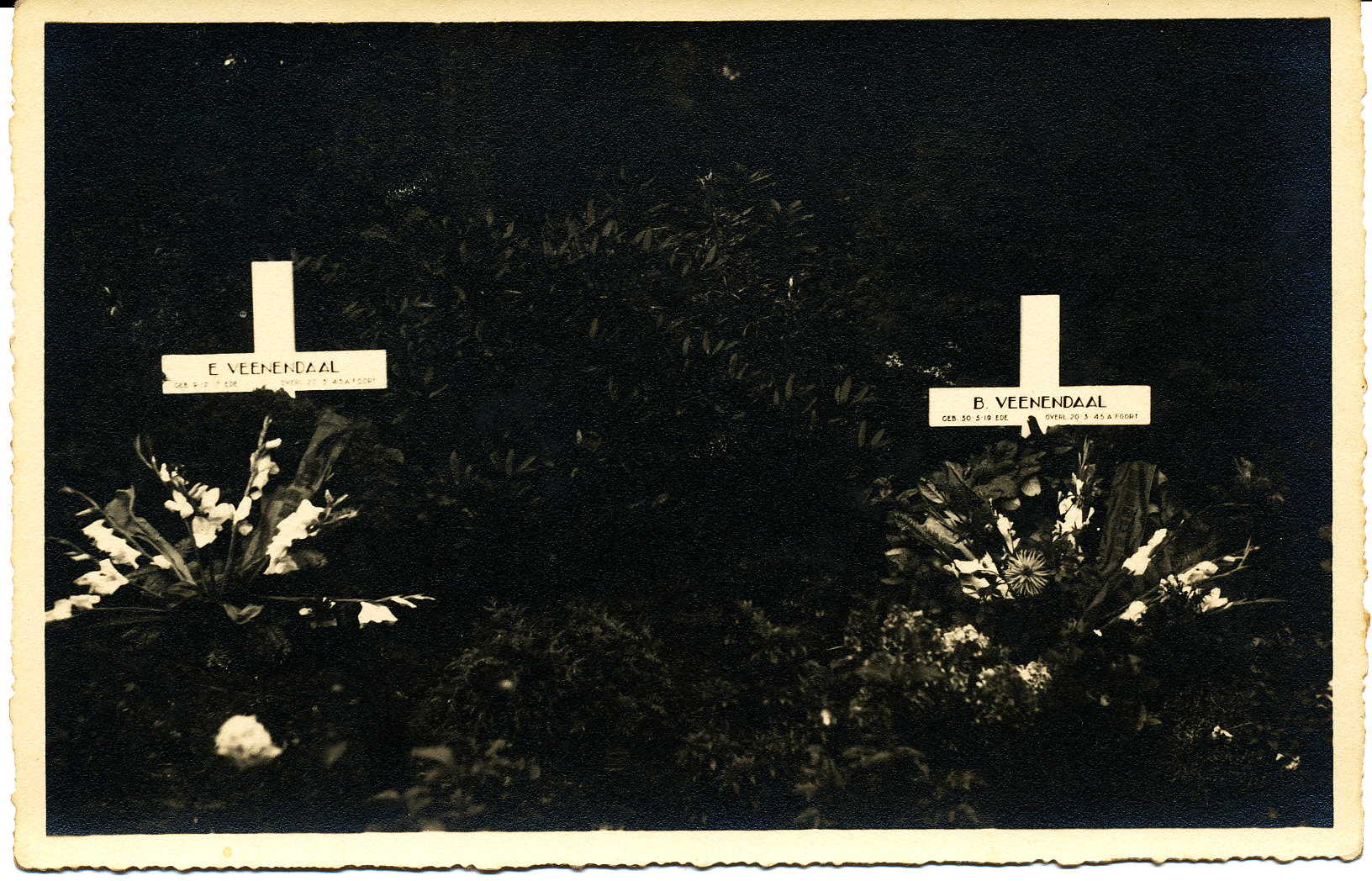
Tijdelijke graven van Elbert en Barend Veenendaal in Amersfoort

Elbert Veenendaal (Ede, 9 december 1917 – Amersfoort, 20 maart 1945) was een Nederlands verzetsstrijder.

## Levensloop
Veenendaal verliet vroeg de schoolbanken en vond op zijn 17e werk bij levensmiddelenhandel Haka in Ede. Tijdens de meidagen van 1940 was hij bij de IJssellinie gelegerd. Na in juni 1940 uit krijgsgevangenschap te zijn teruggekeerd vindt hij in eerste instantie werk bij de Opbouwdienst, een speciaal voor de gedemobiliseerde in het leven geroepen organisatie op nationaalsocialistische leest geschoeide organisatie. Veenendaal moet er weinig van hebben en vindt al snel werk als metselaar. In augustus 1941 kon hij vervolgens aan de slag bij de Nederlandse Spoorwegen.
Vanwege zijn nieuwe baan verhuisde Veenendaal naar Eindhoven en later Arnhem. In september 1944 riep de Nederlandse regering in Londen op tot een landelijke spoorwegstaking. Ook Veenendaal legde het werk neer. Hij vond in oktober 1944 werk bij de Bureau Evacuatie Dienst. Hij was belast met hulp aan diegenen die na de Slag om Arnhem gedwongen moesten evacueren uit het frontgebied.
Evenals zijn broer Barend was Veenendaal bij het verzet betrokken geraakt. Zij waren lid van de BS-groep van Menno de Nooij in Ede, waar Veenendaal na de Slag om Arnhem naartoe was getrokken. Hij besloot vervolgens onder te duiken uit angst voor gedwongen tewerkstelling voor de Duitsers. Op 2 maart 1945 nemen beide broers deel aan een wapendropping nabij Lunteren. Een paar dagen later werd er vanuit Engeland de vraag gesteld of het veilig was op dezelfde plek opnieuw een dropping te houden. Dat was niet het geval, want na de dropping werden de broers Veenendaal en zestien anderen aangehouden in de buurt van de kruising van de Goorsteeg en Hessenweg nabij Lunteren. Henk Veenendaal had er bij zijn broers Elbert en Barend op aangedrongen ook mee te mogen gaan, maar de broers hadden dat geweigerd.
De Veenendaals en de anderen werden de eerste dagen vastgehouden op De Wormshoef in Lunteren, voordat ze op transport naar Kamp Amersfoort werden gezet. Op 14 maart 1945 was in Amersfoort de "foute" politieman Diederik Lutke Schipholt door verzet doodgeschoten. Als vergeldingsmaatregel werden Barend en Elbert Veenendaal zes dagen later samen met acht anderen gefusilleerd.
Na de oorlog werden de lichamen van beide broers bijgezet in Het Mausoleum in Ede.

## Persoonlijk
Veenendaal was getrouwd met Riek (Hendrika, Geertruida) Minkhorst. Samen hadden zij een zoontje.